# ای‌ای اسپورتس اف‌سی ۲۵
ای‌ای اسپورتس اف‌سی ۲۵ (به انگلیسی: EA Sports FC 25) یک بازی ویدیویی فوتبالی است که توسط الکترونیک آرتس توسعه یافته است. این دومین بازی از سری ای‌ای اسپورتس اف‌سی و سی و دومین قسمت کلی از بازی‌های شبیه‌سازی فوتبال ای‌ای اسپورتس خواهد بود. این بازی توسط ای ای اسپورتس توسعه یافت و در ۲۷ سپتامبر ۲۰۲۴ برای نینتندو سوییچ، پلی استیشن ۴، پلی استیشن ۵، ویندوز، ایکس باکس وان و ایکس‌باکس سری اکس و سری اس منتشر شد. به گفته توسعه دهندگان EA، این قسمت جدید چندین ویژگی نوآورانه را با هدف افزایش گیم پلی و تعامل بین بازیکنان معرفی می‌کند. جلد نسخه نهایی بازی شامل بازیکنان فوتبال جانلوئیجی بوفون، آیتانا بونماتی، جود بلینگام، زین الدین زیدان و دیوید بکهام است، در حالی که در جلد نسخه استاندارد تصویر جود بلینگام قرار گرفته است.

## ویژگی‌ها
اف سی آی کیو: این یک بازنگری جامع از سیستم تاکتیکی است که به بازیکنان اجازه می‌دهد تا به‌طور مؤثرتری بر استراتژی‌های تیم تأثیر بگذارند. این شامل تاکتیک‌های تیمی مدرن و هوش مصنوعی هوشمندتر برای هم تیمی‌ها است که تجربه گیم پلی پویاتری را ممکن می‌سازد. بازیکنان اکنون می‌توانند تاکتیک‌های مربیان مشهور را تقلید کنند و ترکیب‌ها را به صورت روان در طول مسابقات تطبیق دهند.
نقش‌های بازیکن: بازی نقش‌های متمایز را برای بازیکنان معرفی می‌کند و نحوه انطباق آنها با استراتژی‌های تیم را افزایش می‌دهد. این ویژگی برای اطمینان از استفاده مؤثر بازیکنان با توجه به نقاط قوت آنها طراحی شده است و ترکیب تیم را از همیشه مهم‌تر می‌کند.
سبک بازی (پلی استایل) دروازه‌بان: مکانیک‌های گیم پلی جدید برای دروازه‌بان‌ها اضافه شده است که عمق بیشتری به موقعیت می‌دهد و امکان سبک‌های مختلف بازی را فراهم می‌کند.
حالت راش ۵v۵: بازیکنان می‌توانند با دوستان خود در حالت جدید ۵v۵ متحد شوند که یک عنصر رقابتی تازه به بازی اضافه می‌کند.

## لیگ‌ها
لیگ قهرمانان اروپا، لیگ قهرمانان زنان اروپا، لیگ اروپا و لیگ کنفرانس اروپا بازخواهند گشت. جام حذفی فرانسه با دریافت مجوز کامل در بازی حضور خواهد داشت. هیچ لیگ جدیدی به بازی اضافه نخواهد شد.

## باشگاه‌ها
اکثر باشگاه‌ها از اف سی۲۴ باز خواهند گشت، به جز باشگاه‌های سری آ اینتر میلان، اس اس لاتزیو، آتالانتا و آث میلان، که ای ای مجوز به آنها از دست داده است. باشگاه‌های سری آ رم و ناپولی پس از چهار سال از آخرین حضور خود در فیفا ۲۰ بازگشته اند. علاوه بر این، باشگاه یونانی و قهرمان لیگ کنفرانس اروپا در فصل ۲۰۲۴–۲۰۲۳، المپیاکوس، که آخرین بار در فیفا ۲۲ حضور داشت، باز خواهد گشت. اسپارتاک مسکو نیز در این بازی حضور خواهد داشت و همچنین تیم فوتبال قره باغ که ۱۱ بار قهرمان لیگ برتر آذربایجان شده است هرگز در یک بازی فیفا/ اف سی حضور نداشته است، در سری حضور خواهد داشت.  تیم ملی زنان فنلاند اولین بازی خود را در سری اف سی انجام می دهد.
تیم های فوتبال بایرن مونیخ و بارسلونا در استادیوم‌های عمومی بازی می‌کنند، که این کار را به ترتیب از زمان فیفا ۲۰ و فیفا ۱۷ انجام داده‌اند، زیرا استادیوم‌های هر دو باشگاه در انحصار شرکت ای فوتبال کونامی هستند.